# Fikayo Tomori
Oluwafikayomi Oluwadamilola "Fikayo" Tomori (født d. 19. december 1997) er en engelsk-canadisk professionel fodboldspiller, som spiller for Serie A-klubben AC Milan og Englands landshold.

## Baggrund
Tomori blev født i Calgary, Canada til forældre fra Nigeria. Han flyttede med sine forældre til England før havde fyldt 1 år.

## Klubkarriere

### Chelsea
Tomori kom igennem Chelseas ungdomsakademi. Han gjorde sin førsteholdsdebut i maj 2016.

#### Lejeaftaler
Tomori havde i sin tid hos Chelsea flere lejeaftaler. Han var lejet til Brighton & Hove Albion for 2016-17 sæsonen og til Hull City for 2017-18 sæsonen. Han blev i 2018-19 igen udlejet, denne gang til Derby County. Hans sæson hos Derby var en stor succes, og han blev kåret til årets spiller i klubben for sæsonen.

#### Førsteholdschance
Tomori fik i 2019-20 sin chance på førsteholdet, men det lykkedes ham dog ikke at etablere sig.

### AC MIlan
Tomori skiftede i januar 2021 til AC Milan på en lejeaftale med en købsoption. Han imponerede i den anden halvdel af sæsonen, og i juni 2021 annoncerede Milan at de ville tage købsoptionen, og han skiftede til klubben på fast basis.

## Landsholdskarriere

### Ungdomslandshold

#### Canada
Tomori spillede i 2016 3 kampe for Canadas U/20-landshold.

#### England
Tomori skiftede i 2016 til England, og repræsenterede herefter England på flere ungdomsniveauer. Han var del af Englands U/20-trup, som vandt U/20-Verdensmesterskabet i 2017.

### Seniorlandshold
Trods interesse fra Canadas og Nigerias landshold, dedikerede Tomori sig i oktober 2019 til at spille for England. Han debuterede for Englands landshold den 17. november 2019.

## Titler
AC Milan
- Serie A: 1 (2021-22)

England U/20
- U/20-Verdensmesterskabet: 1 (2017)

England U/21
- Toulon Tournament: 2018

Individuelle
- Derby County Årets spiller: 1 (2018-19)